# Кама (река, впадает в Камское озеро)
Кама (в верховье Большая Кама) — река в России, протекает на северо-востоке Свердловской области. Река впадает в Камское озеро, сообщающееся с озером Большой Вагильский Туман. Длина реки составляет 81 километр. Площадь водосборного бассейна — 731 км².
Кама протекает по Гаринскому городскому округу. Верховье реки находится в Ивдельском городском округе.

## Притоки
(указано расстояние от устья)
- 7,9 км: Кулья
- 40 км: Теля
- 59 км: Малая Кама

## Данные водного реестра
По данным государственного водного реестра России, Кама относится к Иртышскому бассейновому округу, речному бассейну Иртыша, речному подбассейну Тобола. Водохозяйственный участок — Тавда от истока и до устья, без реки Сосьва от истока до водомерного поста у деревни Морозково.
Код объекта в государственном водном реестре — 14010502512111200011536.